# 安克爾 (伊利諾伊州)
安克爾（英語：Anchor）是位於美國伊利諾伊州麥克萊恩縣的一個村落。

## 地理
安克爾的座標為40°34′03″N 88°32′20″W / 40.56750°N 88.53889°W，而該地最高點為海拔高度237米（即778英尺）。

## 人口
根據2010年美國人口普查的數據，安克爾的面積為0.49平方千米，當中陸地面積為0.49平方千米，而水域面積為0.00平方千米。當地共有人口146人，而人口密度為每平方千米297人。